# Skrea sogn
Skrea sogn i Halland, Sverige var en del af Årstad herred og har været en del af Falkenbergs kommun siden 1971. Skrea distrikt dækker det samme område siden 2016. Sognets areal er 32,45 kvadratkilometer, heraf 31,9 land  I 2020 havde distriktet 4.710 indbyggere. Landsbyerne Skrea og Ringesgård og en del af byen Falkenberg ligger i sognet.
Navnet blev første gang registreret som Skrede i 1467 og stammer sandsynligvis fram 'skred' ('noget der skrider') af flyvesand Antallet indbyggere er stigende (sognet havde kun 1.350 indbyggere i 1970).
Der er to naturreservat i sognet: Grimsholmen (delt med Eftra sogn) er et Natura 2000-område og Smørkullen er et kommunalt naturreservat.